# Tragocephala pulchra
Tragocephala pulchra är en skalbaggsart som först beskrevs av Waterhouse 1880.  Tragocephala pulchra ingår i släktet Tragocephala och familjen långhorningar.
Artens utbredningsområde är Madagaskar. Inga underarter finns listade i Catalogue of Life.